# Pañhé
Pañhé är en ort i Mexiko.   Den ligger i kommunen Tecozautla och delstaten Hidalgo, i den sydöstra delen av landet, 130 km norr om huvudstaden Mexico City. Pañhé ligger 1 733 meter över havet och antalet invånare är 2 188.
Terrängen runt Pañhé är platt åt sydost, men åt nordväst är den kuperad. Runt Pañhé är det ganska tätbefolkat, med 72 invånare per kvadratkilometer. Närmaste större samhälle är Huichapan, 16,9 km söder om Pañhé. Trakten runt Pañhé består i huvudsak av gräsmarker.